# 私のお口が世界を救う
「私のお口が世界を救う」（わたしのおくちがせかいをすくう）は、原紗央莉の1枚目のシングル。2009年4月1日にJolly Rogerから発売された。

## 概要
収録曲3曲は、映画『細菌列島』の使用曲としてそれぞれ起用された。

## 収録内容
CD
1. 私のお口が世界を救う [03:57]
歌：原紗央莉
映画『細菌列島』主題歌
2. 前立腺体操 [03:26]
歌：しょう
映画『細菌列島』挿入歌
3. マンセーサンバ [03:56]
歌：Son Son
映画『細菌列島』エンディングテーマ
4. 私のお口が世界を救う（Instrumental）
5. 前立腺体操（Instrumental）
6. マンセーサンバ（Instrumental）

DVD
1. 私のお口が世界を救う（PV）
2. 前立腺体操（PV）
3. マンセーサンバ（PV）
4. メイキング